# Colonial Glacier
 (juillet 2016).
La Glace Colonial est une marque de crème glacée fabriquée par Colonial Ice Cream, Inc, Saint Charles (Illinois).
Colonial est un descendant d'une entreprise de produits laitiers fondée en 1901 par Simon Anderson, de Saint-Charles. Au début la laiterie fournissait du lait et de la crème glacée aux pharmacies,  restaurants et épiceries, et commença son propre commerce au détail dans différents  points de vente en 1935. La partie des produits laitiers de l'entreprise fut vendue en 1945, mais la famille a continué le commerce de crème glacée et a commencé à ouvrir des restaurants en 1957. La société, qui opère maintenant sept restaurants dans la Vallée de la Fox, Illinois, est encore dans les mains de la famille Anderson.